# Tabitha Peterson
Tabitha Skelly Peterson (* 6. März 1989 in Burnsville, Minnesota) ist eine US-amerikanische Curlerin. Derzeit spielt sie als Third im Team von Skip Nina Roth.
Peterson spielte erstmals international bei der Juniorenweltmeisterschaft 2009 als Third im Team von Alexandra Carlson und belegte den fünften Platz. Im Jahr darauf konnte sie bei der Juniorenweltmeisterschaft wiederum mit Alexandra Carlson als Skip die Bronzemedaille gewinnen. Im Spiel um Platz drei besiegten die Amerikaner das Schweizer Team um Manuela Siegrist.
Ab 2010 spielte Peterson im Team von Allison Pottinger auf der Position des Lead. 2012 besiegte sie bei US-amerikanischen Meisterschaften im Finale das Team um Cassandra Johnson und nahm deshalb im gleichen Jahr erstmals an der Weltmeisterschaft teil. Die Amerikaner wurden nach einem verlorenen Tie-Break gegen die Kanadier um Heather Nedohin Fünfter. Bei der Weltmeisterschaft 2014 kam sie auf den sechsten Platz. 2016 war sie bei der Weltmeisterschaft Ersatzspielerin im Team von Erika Brown und wurde Sechster. Bei ihrer vierten Weltmeisterschaft 2017 spielte sie als Third im Team von Nina Roth; die Mannschaft wurde Fünfter.
2016 spielte sie zusammen mit Joseph Polo bei der Curling-Mixed-Doubles-Weltmeisterschaft und gewann die Bronzemedaille; im Spiel um Platz 3 besiegten die beiden das schottische Team mit Bruce Mouat und Gina Aitken. 
Peterson gewann im November 2017 mit dem Team von Skip Nina Roth die amerikanischen Olympic Team Trials und nahm zusammen mit Roth, Aileen Geving (Second) und Becca Hamilton (Lead) für die USA an den Olympischen Winterspielen 2018 in Pyeongchang teil. Zusammen mit ihren Teamkolleginnen belegte sie nach vier Siegen und fünf Niederlagen in der Round Robin den achten Platz.

## Privatleben
Peterson hat an der University of Minnesota Pharmazie studiert und arbeitet bei CVS.  Ihre jüngere Schwester Tara spielt ebenfalls Curling und hat zusammen mit Tabitha bei der Juniorenweltmeisterschaft 2010 die Bronzemedaille gewonnen.